# パラボラアンテナ

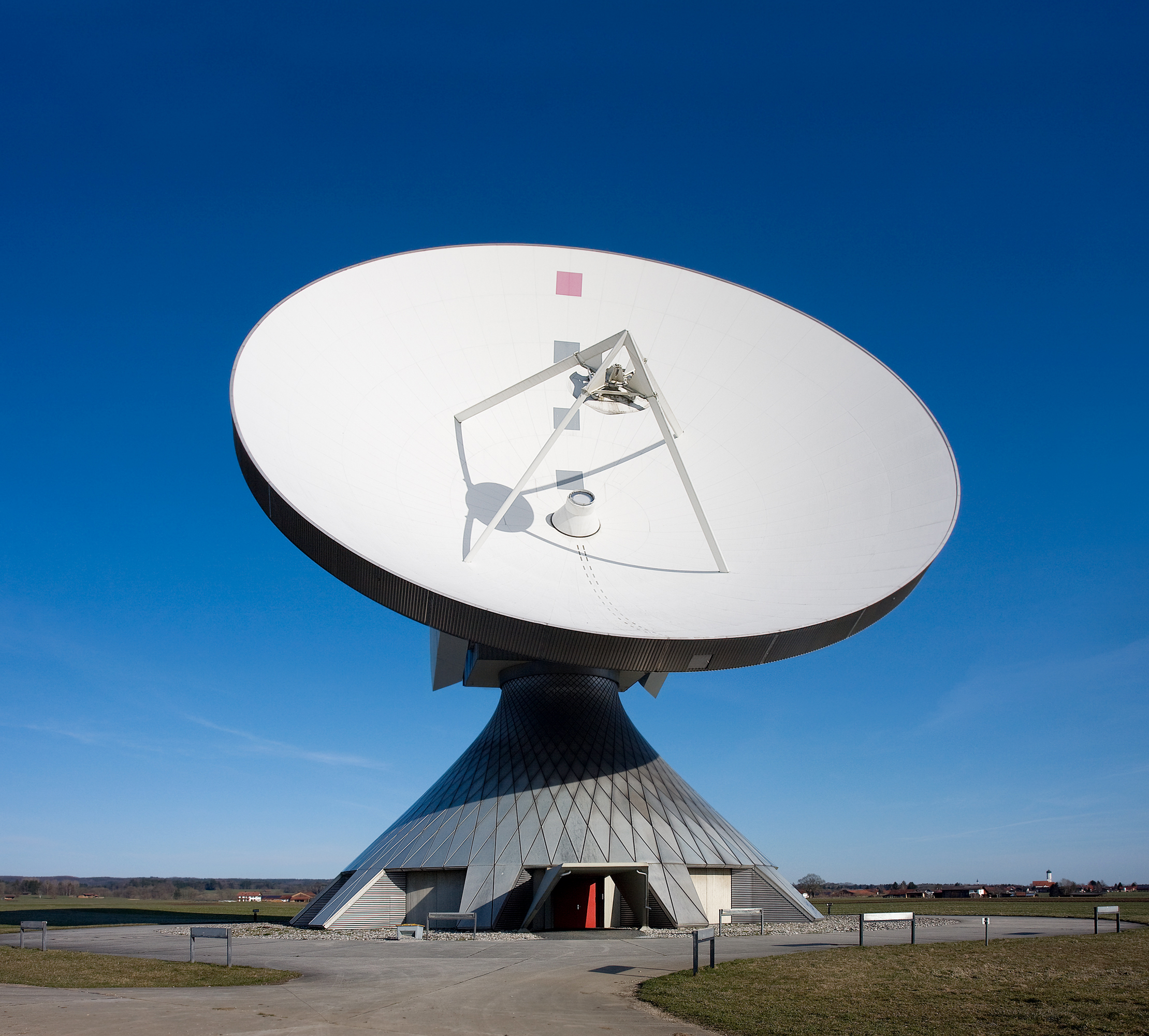
衛星通信用としては最大規模のパラボラアンテナ。（ドイツ）

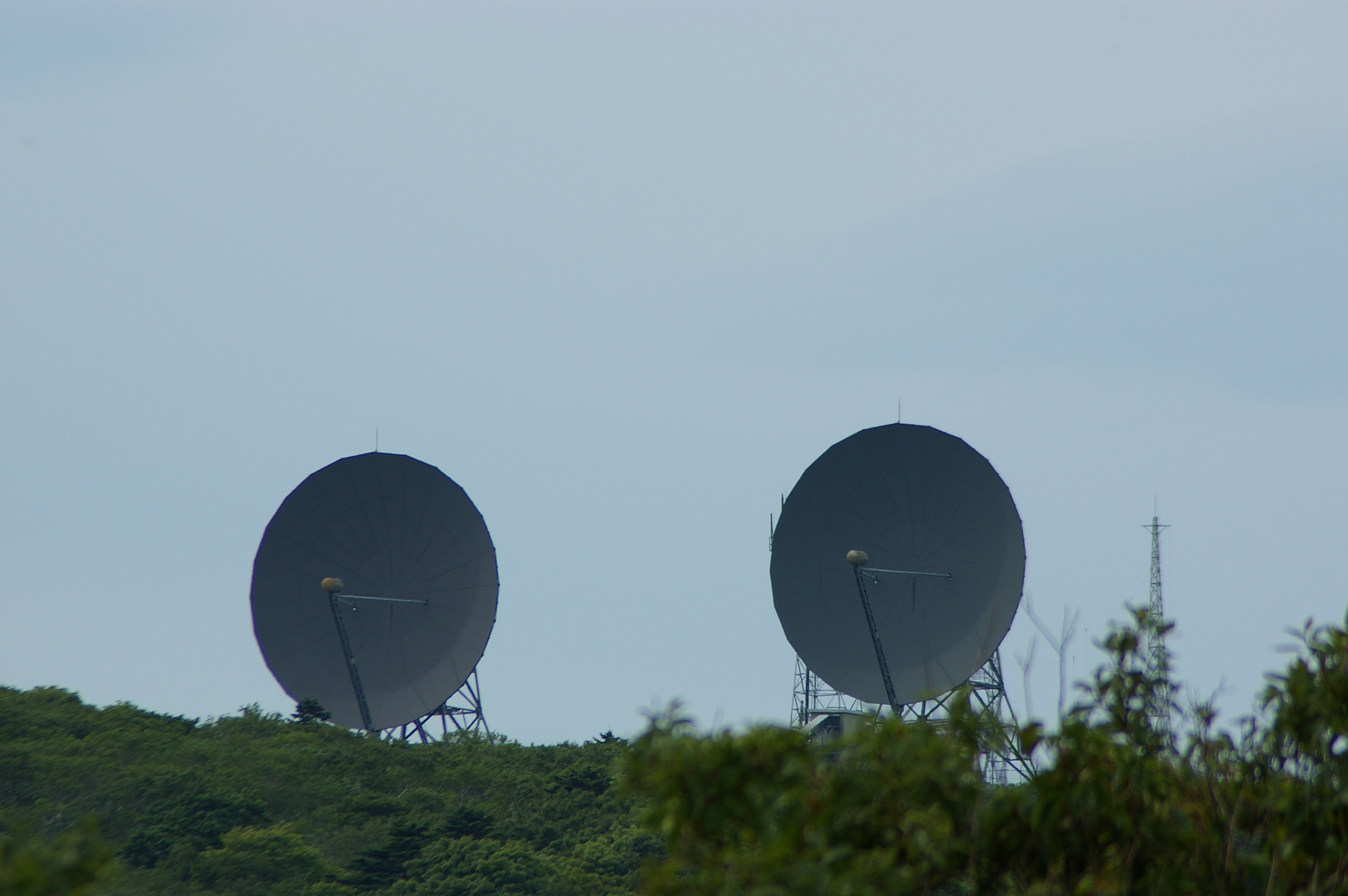
多重無線用のパラボラアンテナ

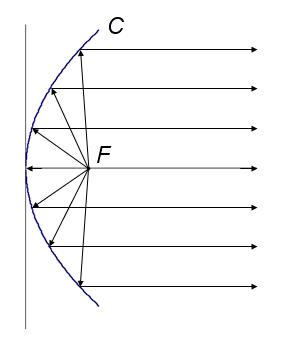
パラボラアンテナの動作原理

パラボラアンテナ（英語: parabolic antenna, parabola antenna）は、放物曲面をした反射器（放物面反射器 parabolic reflector）を持つ凹型アンテナ。形状からディッシュアンテナ（dish：皿）ともいう。

## 用途
主に極超短波（UHF）より短い波長の電波（主にセンチメートル波（SHF））で利用され多重無線通信や衛星通信、衛星放送（いわゆるBS・CS）、電波天文に用いられる。
反射器の直径は、衛星放送受信のみを行う家庭用は小さく（2m以下）、地球上での多重無線通信等は0.75～数m、通信衛星に直接送受信を行う地球局では数十mのものがある。
なお、パラボラアンテナがかつて1990年代前半まで極超短波帯で用いられていた際は、輻射器を半波長ダイポール、主輻射方向に輻射器よりわずかに短い導波器、そして反射器のみ放物曲面かつ格子状としたグリッドパラボラアンテナ（要するに反射器以外は八木アンテナと同じ）としていることが多かった。
グリッドパラボラアンテナの主な用途は、400MHz帯多重無線通信用の固定回線としてであった。

## 特徴
- 反射の面積が同じ場合、利得は使用する周波数の2乗に比例する
- 指向性が鋭く、側面や後方への漏洩も少ない
- 反射器自体は利得・ビーム幅以外の周波数特性を持たないので、広帯域である

## 利得
パラボラアンテナの利得は次のように求められる。
{\displaystyle G={\frac {4\pi A}{\lambda ^{2}}}e_{A}=\left({\frac {\pi d}{\lambda }}\right)^{2}e_{A}}
- {\displaystyle A} は開口面積。円形のパラボラアンテナなら{\displaystyle A=\pi d^{2}/4}, がこれに当たる。
- {\displaystyle d} は円形のパラボラアンテナの直径。
- {\displaystyle \lambda } は波長。
- {\displaystyle e_{A}} は開口効率。標準的なアンテナでは0.55～0.70程度。加工精度や前方にある障害物などがこれを決める。

### 利得と加工精度の関係
理想パラボラ鏡面からのゲイン変化は、鏡面精度の自乗に比例する形となる。
ゲイン変化をdBi表記すると以下のように表せる。
{\displaystyle \Delta G=10log\left({\frac {G}{G_{0}}}\right)=-C\left({\frac {\Delta e_{ems}}{\lambda }}\right)^{2}}
{\displaystyle C=160\pi ^{2}log_{10}(e)}
このように要求精度は波長の1/20～1/50程度となり、大面積になっても変わることはない。にもかかわらず熱膨張や重力の影響だけは大きくなるため面積を大きくすればするほど製造は著しく難しくなっていく。

## パラボラアンテナの変型

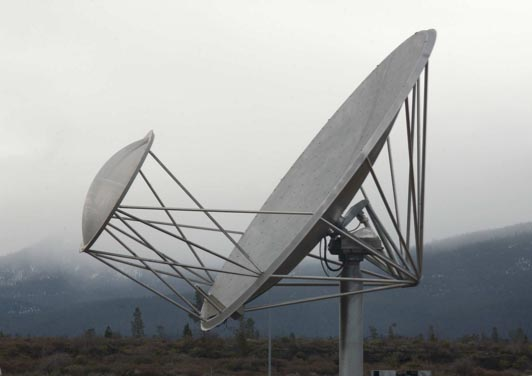
オフセットグレゴリアンアンテナの一例。写真はアレン・テレスコープ・アレイのもの

上から通常タイプ、オフセット（オフアクシス）・タイプ、カセグレン・タイプ、グレゴリアン・タイプ。赤線が反射面、青が支持架、緑が受信機の位置

- 焦点に一次放射器をおくと、大型のパラボラアンテナではそこまで給電線を設置する必要があり減衰が大きくなる。また一次放射器も要冷却型の検波器などを使用する場合では構造・重量の点でも不利となる。そこで放物面反射器を主反射器（主鏡）とし焦点に一次放射器の替わりに副反射器（副鏡）を置き、多くは主反射器の表面中心付近に一次放射器を置くと先の問題点が緩和される。副反射器として凸面の双曲面反射器を使用するものをカセグレンアンテナ、凹面のものをグレゴリアンアンテナという。波長が短く微弱な電波を扱い大型の主反射器を必要とする衛星通信の地上局（基地局）あるいは電波望遠鏡でよく用いられる。
- 衛星放送用受信アンテナでよくみられる楕円形のものはオフセットパラボラアンテナ（オフアクシスパラボラアンテナ）といい、反射器は放物面の一部を切り出したものである。平行になったビームを1次輻射器およびその支持物が遮らないため小型のアンテナで損失を押さえることができるほか、輻射器を下部に配置すると鏡面が垂直に近づくため着雪を抑えられる。鏡面が垂直に近づく=相対的に水平荷重が軽減される為、反射器受風面積拡大による荷重増を補ってなお、架台（ペデスタル）の占有面積・構造の縮減が期待できる。そのため、SNG中継車でも利用される。
- 上記に類似したものとしてホーンリフレクタアンテナがある。一次輻射器にホーンアンテナを用いる。
- 放物線の回転軌跡ではなく、平行移動軌跡で得られる面（電波入射側から見て長方形または正方形のもの）を反射器に用いるものはシリンドリカルアンテナ（cylindrical=円筒（の一部分）状の）と呼ばれる。ダイバーシティを1枚の反射器で構成できる利点がある。かつては、旋回走査するレーダーで主に採用されていた。通常、円（または楕円）型反射器で水平（垂直）偏波を収束する際、上下端の反射電力の差から僅かに位相差が生じるものの静置状態で使用する際はあまり問題とはならない。が、レーダーの場合、その基本原理上、この位相差が無視できない為である。ただ、
  - 使用周波数の上昇により、利得の高さを重視する
  - 補正技術の向上
  - 上記項目の、衛星中継車の場合と同様

の理由から必ずしも採用されるものでもない。むしろ補正技術の向上においては近年、経年劣化の主要因たる機械的駆動装置を排除したフェーズドアレイレーダーに主役の座を譲り渡している。

## トピック
- 国立天文台などでは電波天文学の科学実験として中華鍋の放物面を利用したパラボラアンテナによるBS放送の受信実験を紹介している[4]。
- 2007年9月22日に容疑者が逮捕されたネットオークション詐欺事件で、容疑者が「アルミ箔で作った直径30センチ程度のパラボラアンテナ」を使って、他の家庭やオフィスにあるルーターの無線LANを捕らえて、インターネットにアクセスすることでIPアドレスから個人が特定されにくいようにしていたとみられることが報じられた。なお、こうしたパラボラアンテナやこれに類似した形状の金属製ボウルなどの構造物で自分自身や同居者が運用している無線LANや、モバイルデータ通信[注 1]の受信強度を改善するテクニック自体はそれほど珍しくない。
- 地上デジタル放送を受信する、ほぼ水平な向きを向いたパラボラアンテナもあり、ケーブルテレビの受信所やテレビ局の中継局で親局からの受信のために用いている他、電気工事の会社がデモとして設置する事例がある。パラボラアンテナは指向性が極端に強いため、スピルオーバー潰し(=デジタルテレビの地上波に見られる作為的な混信)や異常伝幡などによる混信を八木アンテナを水平スタックにするよりも強力に抑制できる。しかし、パラボラアンテナは受信する電波の波長が長いほど性能が低下し、安定受信のために必要なサイズが大きくなるため、BSと比べて波長が15倍以上長い地上波のパラボラアンテナは費用面・サイズ・質量面において、個人にとっては極めてハードルが高い。なお、アナログ放送時代には、当時VHF帯域を利用していたテレビ局の親局を受信するために、UHF用パラボラアンテナよりも更に巨大なパラボラアンテナが設置されているテレビの中継局も存在した。
- かつて、日本電気ホームエレクトロニクスはBS放送受信システムのブランドとしてパラボラアンテナに由来する「パラボーラ」を使用していた。